# Île des Vengeurs
L’île des Vengeurs (en italien : isola Vendicari) est une île italienne située en mer Ionienne en Sicile et appartenant administrativement à Noto.

## Description
Elle s'étend sur environ 200 m de longueur pour une largeur équivalente. Elle fait partie de la Riserva naturale orientata Oasi Faunistica di Vendicari (it).